# クリスチャン・マラカー
クリスチャン・マラカー（Christian Maraker、1982年10月24日 - ）は、スウェーデン出身のプロバスケットボール選手である。ポジションはフォワード・センター。
幼いころからサッカーをしていたが、14歳でバスケットボールに転向し、地元のクラブチームに入団する
。
2002年にアメリカに渡り、NCAA、ビッグウエストカンファレンスパシフィック大学に入学。2005-06シーズンは1試合平均17.6得点、8.9リバウンド、2.1アシストの成績を残し、このシーズンのの最優秀選手に選ばれた。
卒業年となる2006年のNBAドラフトの候補にも挙げられたが、指名を受けることはできず、マラカーはスロベニアのユニオン・オリンピアと契約した。
その後、スペインで3球団を渡り歩き、2009年、JBLのレラカムイ北海道に加入。妻が日系4世だったことも来日を決めるきっかけだった。北海道ではセンターのポジションを務めた。
北海道で2シーズン過ごした後、2011年にはJBL所属の日立サンロッカーズに移籍。
翌2012年にはパナソニックトライアンズに移籍したが、シーズン途中で退団。その後はスウェーデンに戻りノーショーピング・ドルフィンズと契約した。2014年には同じくスウェーデンのボローズ・バスケットに移籍した。